# Arnold von Waldois
Arnold von Waldois (* wohl 1593 auf Burg Overbeck in Breyell; † 6. Oktober 1661 in Corvey) war ab dem 18. September 1638 für gut 23 Jahre Fürstabt von Corvey.

## Biografie
Arnold von Waldois begann seine kirchliche Laufbahn im Kloster St. Pantaleon in Köln. 1616 wechselte er nach Corvey, wo er Prior wurde. 1629 nahm er den mit ihm verwandten Friedrich Spee, der im Jahr zuvor zur Gegenreformation nach Peine gesandt worden und kurz zuvor bei einem Angriff schwer verletzt worden war, zur Wiederherstellung von dessen Gesundheit in Corvey auf. Am 21. Dezember 1631 wurde er zum Abt des Klosters Iburg gewählt. 1634 wurden die Mönche von den Schweden vertrieben, Arnold von Waldois zog sich nach Münster in Westfalen zurück, von wo aus er vergeblich versuchte, das Kloster zurückzuerhalten. 1638 wurde er als Nachfolger von Johann Christoph von Brambach zum Abt von Corvey gewählt. Er wird in der Geschichte der Abtei als Arnold IV. geführt.
Auch hier war seine Amtszeit von den Feldzügen des Dreißigjährigen Krieges geprägt. Am 15. Juni 1644 zogen Schweden auch vor dem Kloster Corvey auf, Waldois ließ sich von ihnen gefangen nehmen. Die in Hessen regierende Landgrafenwitwe Amalie Elisabeth von Hanau-Münzenberg, unter deren Schutz Corvey stand, sorgte gegen ein Lösegeld von 600 Reichstalern für seine Freilassung. Als der schwedische Feldherr Carl Gustav Wrangel 1646 bei seiner Belagerung Höxters auch Corvey heimsuchte, wich Arnold von Waldois ins Kloster Kemnade aus. Bei dem Überfall im Jahre darauf erreichte er, dass die Soldaten das Innere der Klosterkirche verschonten.
Arnold von Waldois starb am 3. Oktober 1661, „erschöpft durch die schwierigsten Wechselfälle von Kriegen …, im Alter von 68 Jahren“. Er war der letzte männliche Angehörige seiner Familie, das Aussterben der Waldois war mit dem Tod seines Bruders Adolf 1653 bereits Jahre zuvor besiegelt.